# Louder (álbum)
Louder é o álbum de estreia da atriz e cantora norte-americana Lea Michele, lançado oficialmente dia 4 de março de 2014. O disco vendeu 62.171 em sua primeira semana e debutou em #4 na  Billboard Hot 200  e atualmente possui mais de 500mil  cópias vendidas ao redor do mundo.O disco foi muito bem recebido pela crítica com multiplos elogios .
Além de ter sido muito agurdado pois havia sendo prometido desde 2012.

## Antecedentes e composição
| Críticas profissionais | Críticas profissionais |
| Avaliações da crítica  | Avaliações da crítica  |
| Fonte                  | Avaliação              |
| ---------------------- | ---------------------- |
| AllMusic               | 2.5 de 5 estrelas.     |
| Rolling Stone          | 1.5 de 5 estrelas.     |
| Billboard              | 72/100                 |
| NY Daily News          | 2 de 5 estrelas.       |
| Entertainment Weekly   | B-                     |

Em 27 de novembro de 2013, Lea Michele usou sua conta oficial no Twitter para revelar as datas de laçamento do álbum, single e pré-conta do primeiro. No mesmo tweet, a artista revelou o título do single de avanço "Cannoball", bem como a capa de arte do mesmo.
A cantora veio a confirmar mais duas faixas do álbum: "If You Say So" e "You're Mine". Ambas são dedicadas a Cory Monteith, co-estrela da série Glee e namorado dela, que morreu em julho de 2013. A artista comentou sobre "You’re Mine": "O álbum estava pronto e a gravadora me perguntou se eu não queria acrescentar algo. Eu pensei que me arrependeria se não fizesse isso (homenagem a Cory). Essa canção me faz sentir muito feliz. Me faz pensar muito no Cory. Era a nossa canção. Quando penso nele, eu a toco".
Para a Access Hollywood, Lea Michele descreveu o álbum: "Louder realmente engloba minhas experiências no último ano e minha jornada como uma artista até este momento. Possui várias emoções, mas também é muito encorajador e útil – é sobre andar para frente e viver sua vida de uma maneira que seja mais sonora (louder), mais forte e mais ousada. Estou muito animada por compartilhar este lado de mim com os meus fãs."

## Promoção

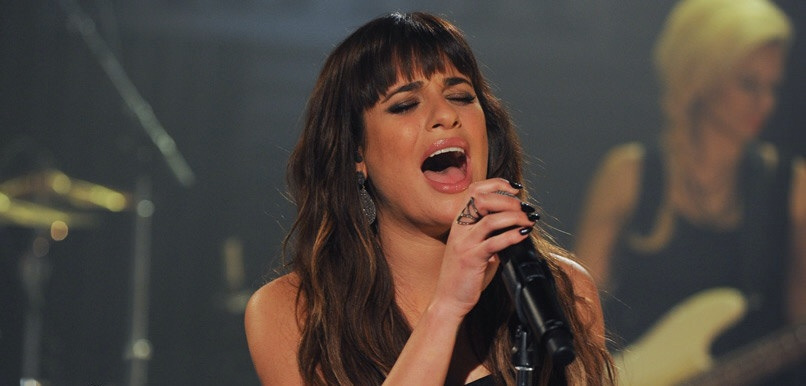
Lea Michele at Walmart Soundcheck for Louder in 2014.

O single de avanço do disco, "Cannonball" foi escrito por Sia Furler e disponibilizado na iTunes Store em formato digital em 10 de dezembro de 2013. Sua primeira apresentação ao vivo foi no The Ellen DeGeneres Show em 12 de dezembro de 2013. Lea Michele apresenta "Cannonball" ao vivo no final da 3 ª temporada The X Factor dos EUA em 19 de dezembro de 2013. Em 27 de dezembro de 2013, uma segunda faixa do álbum intitulado "Battlefield" estreou no site do "Just Jared". A canção foi então lançado como um download imediato no iTunes em 28 de dezembro de 2013.

## Lista de Faixas
A lista de faixas completa foi revelada pela cantora através da sua conta oficial no Twitter em 8 de dezembro de 2013.
| N.º | Título             | Compositor(es)                                                             | Duração |  |
| 1.  | "Cannoball"        | Sia Furler, Benny Blanco, Mikkel Storleer Eriksen, Tor Erik Hermansen      | 3:35    |  |
| 2.  | "On My Way"        | Ali Tamposi, Marcus Lomax, Clarence Coffee, Jordan Johnson, Stefan Johnson | 3:45    |  |
| 3.  | "Burn with You"    | Chantal Kreviazuk, Nasri Atweh, Adam Messinger, Nolan Lambroza             | 3:38    |  |
| 4.  | "Battlefield"      | Furler, Lawrence Goldings                                                  | 4:18    |  |
| 5.  | "You're Mine"      | Furler, Chris Braide, John Barry, Leslie Bricusse                          | 3:38    |  |
| 6.  | "Thousand Needles" | Tove Lo, Ali Payami                                                        | 3:24    |  |
| 7.  | "Louder"           | Jaden Michaels, Anne Preven, Colin Munroe                                  | 3:50    |  |
| 8.  | "Cue the Rain"     | Michele, Preven, Felicia Barton, Matthew Radosevich                        | 3:59    |  |
| 9.  | "Don't Let Go"     | Radosevich, Barton, Preven                                                 | 3:16    |  |
| 10. | "Empty Handed"     | Christina Perri, John Shanks, David Hodges                                 | 4:51    |  |
| 11. | "If You Say So"    | Lea Michele, Sia Furler, Chris Braide                                      | 4:15    |  |

| Edição japonesa |               |                |         |  |
| N.º             | Título        | Compositor(es) | Duração |  |
| 12.             | "To Find You" | Bonnie McKee   |         |  |

| Edição digital deluxe |                 |                                                              |         |  |
| N.º                   | Título          | Compositor(es)                                               | Duração |  |
| 12.                   | "What Is Love?" | Michaels, John Lock                                          | 3:25    |  |
| 13.                   | "Gone Tonight"  | Michele, Preven, Barton, Christopher J. Baran, Drew Lawrence | 3:33    |  |
| 14.                   | "The Bells"     | Preven, Cutler                                               | 3:44    |  |